# Familia Tolstói
La Casa de Tolstói, o Tolstoi (en ruso: Толсто́й), es una familia de la alta burguesía rusa que accedió a la alta aristocracia del Imperio ruso. El nombre Tolstói (en ruso "Толстой") deriva a su vez del adjetivo ruso "толстый" ("grueso, corpulento, gordo"). Son descendientes de Andréi Jaritónovich Tolstói ("el Gordo"), que se trasladó de Chernígov a Moscú y sirvió a las órdenes de Vasili II de Moscú en el siglo XV. Los "Tolstói salvajes", como se los conocía en la alta sociedad de la Rusia imperial, han dejado un legado perdurable en la política, la historia militar, la literatura y las bellas artes rusas.

## Orígenes
Los Tolstói eran una familia de la alta burguesía provincial moscovita que reivindicaba su ascendencia a un mítico noble lituano llamado Indris, del que Piotr Tolstói afirma que supuestamente llegó desde el Sacro Imperio Romano Germánico a Chernígov en 1353, el mismo año en que la ciudad pasó a formar parte del Gran Ducado de Lituania, junto con sus dos hijos Litvinos (o Litvonis, "lituano") y Zimonten (o Zigmont, o "samogicio") y una druzhina de 3.000 hombres. Litvonis y Zimonten posiblemente se refieran a las dos partes principales de Lituania en aquella época - Samogitia se consideró administrativamente separada de Lituania Propia (en sentido estricto) durante gran parte de la historia, Indris se convirtió entonces supuestamente a la ortodoxia oriental como Leonti y sus hijos - como Konstantín y Fiódor, respectivamente; adoptar la religión de los lugareños era típico de la nobleza lituana de la época y característico del estilo lituano de gobernar. El nieto de Konstantín, Andréi Jaritónovich, fue apodado Tolstiy (traducido como gordo) por Vasili II de Moscú tras trasladarse de Chernígov a Moscú.
Debido a los nombres paganos y al hecho de que Chernígov en aquella época estaba gobernada por Demetrio I Starshy, algunas investigaciones concluyeron que se trataba de lituanos llegados del Gran Ducado de Lituania, entonces en conflicto con el Estado de la Orden Teutónica. Al mismo tiempo, en los documentos de los siglos XIV-XVI nunca se encontró mención alguna a Indris, mientras que las Crónicas de Chernígov, utilizadas por Piotr Tolstói como referencia, se perdieron. Piotr Tolstói es el fundador de la rama titulada de la familia; Pedro el Grande le concedió el título de conde. La rama no titulada del mismo tronco desciende de Iván Andréievich Tolstói. Su antepasado común fue Andréi Vasílievich Tolstói, que se casó con Stepanida Andréievna Miloslávskaya, prima de la zarina. Este matrimonio permitió a la familia de la alta burguesía media entrar en la corte moscovita. La familia Tolstói también se encuentra entre la alta burguesía provinciana sin título de los mismos orígenes.

## Durante las guerras napoleónicas

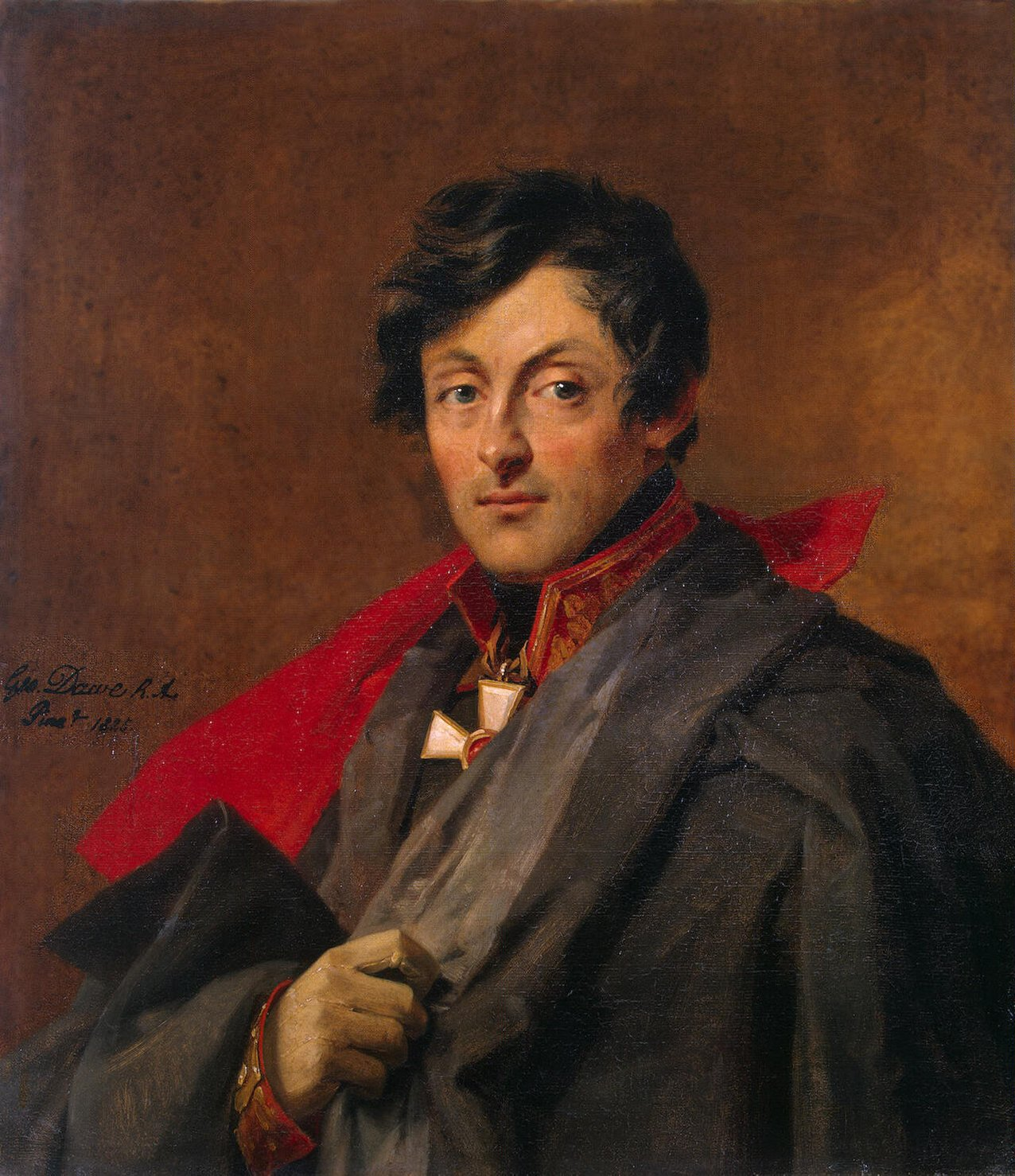
Conde Aleksandr Ivánovich Ostermann-Tolstói (1770-1857)

Dos miembros de la familia participaron activamente en las guerras napoleónicas. El conde Piotr Aleksándrovich Tolstói (1761-1844) sirvió a las órdenes de Aleksandr Suvórov en las guerras contra Polonia y el Imperio Otomano, fue nombrado general ayudante en 1797, viajó como embajador a París en 1807 e intentó persuadir a Alejandro I para que se preparara para la guerra contra Francia, aunque sin mucho éxito. Fue gobernador de San Petersburgo y Kronstadt desde 1828 hasta su muerte.
Aleksandr Ivánovich Ostermann-Tolstói (1770-1857), procedente de una rama colateral de la familia, heredó el título comital y las propiedades de su tío sin hijos, el último de los Ostermann.
Se distinguió por primera vez en la batalla de Czarnowo, la noche y la mañana siguiente del 23 al 24 de diciembre de 1806, en la que, bajo su mando, la 2ª División del ejército ruso en Polonia resistió durante quince horas a todo el ejército comandado por Napoleón. Uno de los generales más admirados de la coalición antinapoleónica, fue recompensado por su valor en las batallas de Pultusk y Eylau. En Guttstadt fue herido tan gravemente que se temió por su vida. En la gran Batalla de Borodinó comandó brillantemente las posiciones clave hasta que quedó conmocionado y fue retirado del campo de batalla. Ostermann-Tolstói fue herido de nuevo en la batalla de Bautzen (1813), pero no renunció al mando de sus fuerzas. Su mayor logro fue la victoria en Kulm (30 de agosto de 1813), que le costó la amputación del brazo izquierdo. Al terminar la guerra, se peleó con el Emperador, dimitió y pasó el resto de su vida en Europa.

## En la alta sociedad
El conde Fiódor Petróvich Tolstói (1783-1873), mencionado con simpatía por Pushkin en Eugenio Oneguin, fue uno de los dibujantes y pintores rusos más de moda de la década de 1820. Aunque preparó bellas ilustraciones para la Dúshenka de Bogdanóvich, su auténtica vocación era el modelado en cera y el diseño de medallas. Al quedarse ciego gradualmente, tuvo que abandonar el dibujo y comenzó a escribir ballets y libretos para óperas. En 1828, fue nombrado Vicepresidente de la Academia Imperial de las Artes. Muchas de sus obras pueden verse en el Museo Ruso de San Petersburgo.

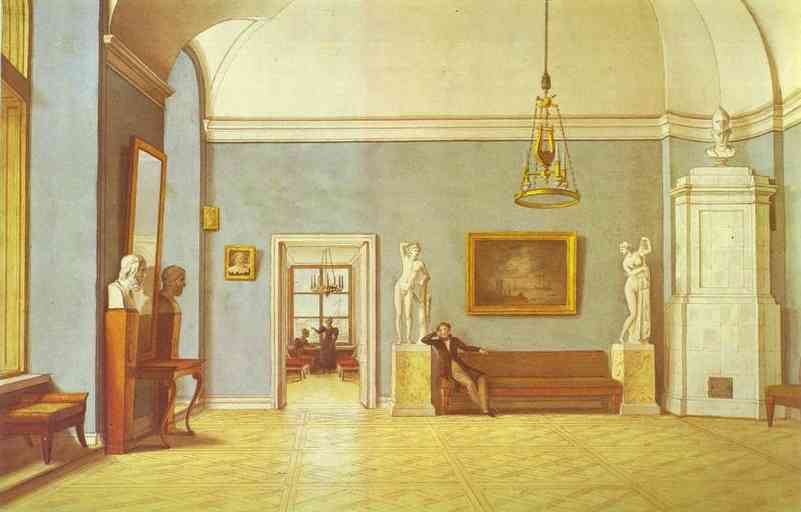
Acuarela de Fiódor Tolstói de su casa de Moscú

El conde Fiódor Ivánovich Tolstói (1782-1846) fue un famoso borracho, gastrónomo y duelista. Se dice que mató a 11 personas en duelos. En 1803, participó en la primera circunnavegación rusa de la Tierra. Después de tatuarse el cuerpo en las Marquesas y corromper a toda la tripulación, el capitán Krusenstern tuvo que cimarronearlo en las islas Aleutianas, cerca de Kamchatka. A su regreso a San Petersburgo, el conde Fiódor fue apodado Amerikanets ("el americano"). Luchó valientemente en la Guerra Patria de 1812, pero volvió a escandalizar a su familia al casarse con una cantante gitana en 1821. Aleksandr Griboyédov lo satirizó en La desgracia de ser inteligente (o El mal de la razón), y su primo León Tolstói -que lo calificó de "hombre extraordinario, criminal y atractivo"- lo ficcionalizó como Dólojov en Guerra y paz.

## En la literatura rusa
Muchos de los Tolstói dedicaron su tiempo libre a la literatura. Por ejemplo, el conde Alekséi Konstantínovich Tolstói (1817-75) fue cortesano, pero también uno de los poetas rusos más populares de su época. Escribió admirables baladas, una novela histórica, algunos versos licenciosos y sátiras publicadas bajo el seudónimo de Kozmá Prutkov. Su aportación más duradera a la literatura rusa fue una trilogía de dramas históricos, inspirados en el Borís Godunov de Aleksandr Pushkin.

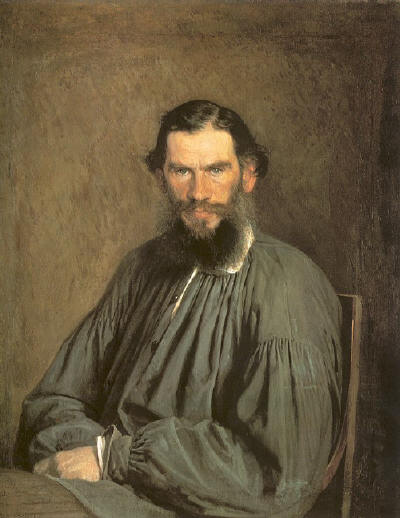
Retrato de León Tolstói por Iván Kramskói (1873)

El conde Lev Nikoláievich (1828-1910), más conocido en el extranjero como León Tolstói, es aclamado como uno de los más grandes novelistas de todos los tiempos. Tras iniciar su carrera militar, se sintió atraído por la escritura de libros cuando sirvió en Chechenia, y ya su primer relato, Detstvo (Infancia), era algo muy distinto a todo lo escrito hasta entonces. Fue en su finca familiar de Yásnaia Poliana, cerca de Tula, donde creó dos novelas, Guerra y paz y Ana Karénina, ampliamente aclamadas como una de las mejores novelas jamás escritas. Más tarde, desarrolló un tipo de filosofía cristiana no tradicional, descrita en su obra El reino de Dios está en ti, que inspiró a Rainer Maria Rilke y a Mohandas Gandhi, entonces un joven abogado, cuya influencia se extendió a Martin Luther King Jr. y James Bevel.
De los trece hijos de Lev Nikoláievich, la mayoría pasó la vida promoviendo sus enseñanzas o denunciándolas. Su hija menor y secretaria, Aleksandra Lvovna (1884-1979), tuvo una vida especialmente problemática. Aunque compartía con su padre la doctrina de la no violencia, sintió que era su deber participar en los acontecimientos de la Primera Guerra Mundial.
El conde Alekséi Nikoláievich Tolstói (1883-1945) pertenecía a otra rama de la familia. Sus primeros relatos, publicados en la década de 1910, fueron criticados por su excesivo naturalismo y erotismo gratuito. Tras la Revolución, emigró brevemente a Alemania, pero luego cambió sus ideas políticas y regresó a la Unión Soviética. Sus novelas de ciencia ficción Aelita (1923), sobre un viaje a Marte, y El hiperboloide del ingeniero Garin (1927) siguen siendo populares entre los lectores. En sus últimos años, publicó dos extensas novelas de tema histórico, Pedro el Primero (1929-1945) y El camino del Calvario (1922-1941). Como firme partidario de Iósif Stalin, llegó a ser conocido como "Conde Rojo" o "Camarada Conde" y sus obras fueron reconocidas como clásicos de la literatura soviética. La mayor parte de su reputación decayó con la del realismo socialista, pero su personaje de cuento infantil Buratino conserva un fuerte legado entre el público más joven de Rusia y de todo el antiguo espacio soviético, apareciendo como lectura popular, en una película y en diversas formas derivadas.
Su nieta Tatiana Tolstaya (nacida el 3 de mayo de 1951) es una de las más destacadas escritoras rusas de cuentos. Otro miembro de la familia es el conde Nikolai Tolstoy-Miloslavsky (en), nacido en 1935, historiador y monárquico británico, jefe nominal de la actual Casa de Tolstói.

## Después de la revolución rusa
Algunos de los miembros de la familia Tolstoi abandonaron Rusia tras la Revolución Rusa y el posterior establecimiento de la Unión Soviética, y muchos de los parientes y descendientes de León Tolstói viven hoy en Suecia, Alemania, Reino Unido, Francia y Estados Unidos. Entre ellos se encuentra la cantante de jazz sueca Viktoria Tolstoi. El último nieto superviviente de León Tolstói, la condesa Tatiana Tolstoi-Paus, falleció en 2007 en la mansión de Herresta, en Suecia, propiedad de los descendientes de León Tolstói en la familia Paus. Dos de los tataranietos de León Tolstói son Piotr Tolstói, presentador de la televisión rusa y diputado de la Duma Estatal desde 2016, y Vladímir Tolstói, periodista y asesor del presidente de Rusia en materia de cultura.

## Personas notables

Escudo de armas de la rama familiar comital

- Selivestr Ivánovich Tolstói (? -1612),
- Grigori Ivánovich Tolstói (? -1636),
- Vasili Ivánovich Tolstói (? -1649),
- Andréi Vasílievich Tolstói (? -1690),
- Iván Andréievich Tolstói (1644-1713),
- Piotr Andréievich Tolstói (1645-1729),
- Matvéi Andréievich Tolstói (? -1763),
- Iván Matvéievich Tolstói (1746-1808),
- Dmitri Aleksándrovich Tolstói (1754-1832), gobernador de Maguilov
- Fiódor Andréievich Tolstói (1758-1849), bibliófilo y coleccionista
- Nikolái Aleksándrovich Tolstói (1761-1816), gran maestro de ceremonias de la corte
- Piotr Aleksándrovich Tolstói (1769-1844), comandante militar y diplomático
- Aleksandr Ivánovich Ostermann-Tolstói (1770-1857), general de infantería completo
- Matvéi Fiódorovich Tolstói (1772-1815), senador
- Fiódor Petróvich Tolstói (1783-1873), artista
- Fiódor Ivánovich Tolstói (El Americano) (1782-1846), aventurero
- Pável Matvéievich Goleníschev-Kutúzov-Tolstói (1800-1883), nieto y heredero de Mijaíl Kutúzov
- Yegor Petróvich Tolstói (1802-1874), teniente general, gobernador de Taganrog y Kaluga, senador
- Nikolái Matvéievich Tolstói (1802-1879), general de infantería, abuelo de Anna Výrubova
- Iván Matvéievich Tolstói (1806-1867), gran maestro de ceremonias de la corte y ministro de Correos.
- Feofil Matvéievich Tolstói (1809-1881), crítico musical y compositor
- Mijaíl Vladímirovich Tolstói (1812-1896), escritor
- Aleksandra Andréievna Tolstaya (1817-1904), dama de compañía y tutora de la princesa María Maximiliánovna de Leuchtenberg y de la gran duquesa María Aleksándrovna de Rusia.
- Alekséi Konstantínovich Tolstói (1817-1875), poeta
- Dmitri Andréievich Tolstói (1823-1889), estadista
- Yuri Vasílievich Tolstói (1824-1878), estadista e historiador
- León (Lev) Nikoláievich Tolstói (1828-1910), escritor y filósofo
- Sofía Andréievna Tolstaya (1844-1919), esposa de León Tolstoi
- Tatiana Sujótina-Tolstaya (1864-1950), hija mayor de León Tolstói
- Iliá Tolstói (1866-1933), hijo de León Tolstói, escritor y memorialista
- Nikolái Alekséievich Tolstói (1867-1938), sacerdote católico y teólogo ruso.
- Lev Lvóvich Tolstói (1871-1945), hijo de León Tolstói, escultor
- Iván Ivánovich Tolstói (1880-1954), filólogo y académico
- Alekséi Nikoláievich Tolstói (1883-1945), escritor
- Aleksandra Lvovna Tolstaya (1884-1979), filántropa
- Tatiana Tolstoy-Paus (1914-2007), socialité y política sueca
- Irina Aleksándrovna (1917-1998), hijastra del duque Georg de Mecklemburgo, esposa del príncipe Franz Ferdinand de Isenburg, abuela de la princesa Sophie (esposa del príncipe Georg Friedrich de Prusia, actual jefe de la Casa de Hohenzollern) y de la archiduquesa Katharina (esposa del archiduque Martin de Austria Este).
- Nikita Ilich Tolstói (1923-1996), filólogo
- Nikolái Tolstói (n. 1935), historiador
- Tatiana Nikítishna Tolstaya (1951), nieta de Alekséi Nikoláievich Tolstói, escritor
- Artemi Lébedev (1975), diseñador y bloguero ruso, hijo de Tatiana Tolstaya.
- Vladímir Tolstói (n. 1962), tataranieto de León Tolstói, director del museo Yásnaia Poliana.[11]
- Piotr Tolstói (1969), tataranieto de León Tolstói, periodista, presentador de televisión y político ruso.
- Fiokla Tolstaya (1971), tataranieta de León Tolstói, periodista y presentadora de televisión rusa.[12]
- Svetlana Nikoláievna Tolstaya (1971), marchadora kazaja
- Viktoria Tolstoy (n. 1974, de soltera Kjellberg), cantante de jazz sueca
- Alexandra Tolstoi (1974), aventurera equina y escritora[13].
- Xenia Tolstoi (1980), diseñadora de joyas
- Lis Tolstoi (1971), topógrafa profesional

## Lugares
Varios lugares de Rusia llevan el nombre de León Tolstói, por ejemplo, Tolstói-Yurt, pueblo de Chechenia.

## Citas
- "Es tan maravilloso ser un Tolstói" (Condesa Tatiana Tolstói-Paus, última nieta superviviente de León Tolstói).